# Сеньковичи (Ивацевичский район)
Сеньковичи (бел. Се́нькавічы) — деревня в Ивацевичском районе Брестской области Беларуси. Входит в состав Яглевичского сельсовета.

## География
Пролегает дорога Н-705.
Ближайшие населённые пункты Кушнеры, Руда и др.

### Гидрография
Рядом протекает река Гривда.

## История
Первое письменное упоминание деревни датируется 14 декабря 1557 годом.
В 1567 году «двор Сенковский» принадлежит Войцеху Войцеховичу Нарбуту.
С 1905 года в Боркинской волости Слонимского уезда Гродненской губернии Российской империи.
В межвоенное время в деревне действовал кружок Товарищества белорусской школы.
В 1940—1954 годах — центр Сеньковичского сельсовета. В 1954—1987 годах деревня входила в состав Кушнеровского сельсовета, до 9 августа 2022 года — в состав Подстаринского сельсовета.

## Население

### Численность
- 2019 год — 387 жителей

### Динамика
- 1905 год — 507 жителей[6][8]
- 1999 год — 419 жителей (перепись населения)
- 2009 год — 408 жителей (перепись населения)[6]
- 2019 год — 387 жителей (перепись населения)

## Достопримечательность
- Курганный могильник периода раннего средневековья, расположен в северной части кладбища в д. Сеньковичи[9] —  Историко-культурная ценность Республики Беларусь, шифр 113В000317.